# المنهورشت (لاونبورگ)
المنهورشت (لاونبورگ) (به آلمانی: Elmenhorst) یک شهر در آلمان است که در هرتسوگتوم لاونبورگ واقع شده‌است.
 المنهورشت  ۹۰۶ نفر جمعیت دارد.